# Literatura română a secolului al XVII-lea
În secolul al XVII-lea, literatura română cunoaște curentul umanism și cronicarii moldoveni și munteni.
Este secolul în care așa numita literatură religioasă culminează cu editarea Bibliei lui Șerban Cantacuzino în 1688 și de asemenea secolul în care apar scrieri educative de elocvență precum ale lui Neagoe Basarab „Învățături către fiul său Teodosie” (1654) sau „Cartea românească de învățătură”(1643) a mitropolitului Varlaam. 
O altă mișcare literară care apare în veacul al XVII-lea este umanismul, manifestându-se în principal cu cronicarii moldoveni Grigore Ureche, Miron Costin și Nicolae Costin.
Tot în acest veac publică cronicarii munteni Mihail Moxa, Kyr Gavriil, Stoica Ludescu sau se scrie Cronica Buzeștilor. 
Și tot acum Nicolae Milescu Spătarul scrie Jurnalul de călătorie în China (publicat 200 de ani mai târziu).
În timpul acestor ani se traduc multe cărți din Occident ca Floarea darurilor sau romane populare precum Alexandria sau Varlaam și Ioasaf și chiar opere culte, de pildă Istoriile lui Herodot. 
Poezia apare ca gen în literatura română pentru prima dată în secolul al XVII-lea cu versurile lui Miron Costin (Viața lumii) sau Psalitirea în versuri a mitropolitului Dosoftei din 1673. 
Secolul se încheie cu începutul activității literare a lui Dimitrie Cantemir, care în 1698 publică Divanul sau gâlceava înțeleptului cu lumea.